# Platymorpha
Platymorpha is een geslacht van kevers uit de familie bladkevers (Chrysomelidae).
De wetenschappelijke naam van het geslacht werd in 1888 gepubliceerd door Martin Jacoby.

## Soorten
- Platymorpha centromaculata (Jacoby, 1888)
- Platymorpha homoia Blake, 1966
- Platymorpha smaragdipennis (Jacoby, 1879)
- Platymorpha variegata Jacoby, 1888